# Élections législatives de 1978 dans le Tarn
Les élections législatives françaises de 1978 se déroulent les 12 et 19 mars 1978. Dans le département du Tarn, trois députés sont à élire dans le cadre de trois circonscriptions.

## Élus
| Circonscription | Député sortant  | Parti  | Parti  | Député élu ou réélu | Parti | Parti |
| --------------- | --------------- | ------ | ------ | ------------------- | ----- | ----- |
| 1re             | André Billoux   |        | PS     | André Billoux       |       | PS    |
| 2e              | Jacques Limouzy |        | RPR    | Jacques Limouzy     |       | RPR   |
| 3e              | Vacant          | Vacant | Vacant | Charles Pistre      |       | PS    |

## Résultats

### Résultats à l'échelle du département
| Parti                 | Parti                              | Premier tour | Premier tour | Second tour | Second tour | Sièges |
| Parti                 | Parti                              | Voix         | %            | Voix        | %           | Sièges |
| --------------------- | ---------------------------------- | ------------ | ------------ | ----------- | ----------- | ------ |
|                       | Parti socialiste                   | 63 860       | 31,16        | 111 814     | 53,01       | 2      |
|                       | Parti communiste français          | 33 282       | 16,24        | Retrait     | Retrait     | 0      |
|                       | Mouvement des radicaux de gauche   | 7 182        | 3,50         |             |             | 0      |
|                       | Union de la gauche                 | 104 324      | 50,91        | 111 814     | 53,01       | 2      |
|                       |                                    |              |              |             |             |        |
|                       | Rassemblement pour la République   | 55 809       | 27,24        | 67 680      | 32,08       | 1      |
|                       | Union pour la démocratie française | 29 498       | 14,40        | 31 448      | 14,91       | 0      |
|                       | Divers droite                      | 5 260        | 2,57         |             |             | 0      |
|                       | Parti radical                      | 1 521        | 0,74         | 0           |             |        |
|                       | Majorité présidentielle            | 92 088       | 44,94        | 99 128      | 46,99       | 1      |
|                       |                                    |              |              |             |             |        |
|                       | Extrême gauche                     | 4 220        | 2,06         |             |             | 0      |
|                       | Divers écologiste                  | 2 495        | 1,22         | 0           |             |        |
|                       | Parti socialiste unifié            | 1 355        | 0,66         | 0           |             |        |
|                       | Gaullistes d'opposition            | 429          | 0,21         | 0           |             |        |
|                       |                                    |              |              |             |             |        |
| Inscrits              | Inscrits                           | 242 285      | 100,00       | 242 194     | 100,00      | 3      |
| Abstentions           | Abstentions                        | 31 400       | 12,96        | 26 414      | 10,91       |        |
| Votants               | Votants                            | 210 885      | 87,04        | 215 780     | 89,09       |        |
| Blancs et nuls        | Blancs et nuls                     | 5 974        | 2,83         | 4 838       | 2,24        |        |
| Exprimés              | Exprimés                           | 204 911      | 97,17        | 210 942     | 97,76       |        |
| Source : Data.gouv.fr |                                    |              |              |             |             |        |

### Résultats par circonscription

#### Première circonscription (Albi)
| Candidat       | Candidat                    | Parti          | Premier tour | Premier tour | Second tour | Second tour |  |
| Candidat       | Candidat                    | Parti          | Voix         | %            | Voix        | %           |  |
| -------------- | --------------------------- | -------------- | ------------ | ------------ | ----------- | ----------- |  |
|                | André Billoux sortant réélu | PS             | 28 263       | 38,69        | 44 658      | 59,74       |  |
|                | Marie-Christine Fournier    | RPR            | 15 765       | 21,58        | 30 093      | 40,26       |  |
|                | Nelly Foissac               | PCF            | 15 037       | 20,58        | Retrait     | Retrait     |  |
|                | Claude Gourg                | UDF (PR)       | 10 736       | 14,7         |             |             |  |
|                | Martine Maurel              | Divers droite  | 1 511        | 2,07         |             |             |  |
|                | Serge Franceschina          | LO             | 959          | 1,31         |             |             |  |
|                | Christine Faral             | LCR            | 783          | 1,07         |             |             |  |
|                |                             |                |              |              |             |             |  |
| Inscrits       | Inscrits                    | Inscrits       | 86 904       | 100,00       | 86 888      | 100,00      |  |
| Abstentions    | Abstentions                 | Abstentions    | 11 766       | 13,54        | 10 315      | 11,87       |  |
| Votants        | Votants                     | Votants        | 75 138       | 86,46        | 76 573      | 88,13       |  |
| Blancs et nuls | Blancs et nuls              | Blancs et nuls | 2 084        | 2,77         | 1 822       | 2,38        |  |
| Exprimés       | Exprimés                    | Exprimés       | 73 054       | 97,23        | 74 751      | 97,62       |  |

#### Deuxième circonscription (Castres)
| Candidat       | Candidat                      | Parti             | Premier tour | Premier tour | Second tour | Second tour |  |
| Candidat       | Candidat                      | Parti             | Voix         | %            | Voix        | %           |  |
| -------------- | ----------------------------- | ----------------- | ------------ | ------------ | ----------- | ----------- |  |
|                | Jacques Limouzy sortant réélu | RPR               | 30 110       | 43,7         | 37 587      | 53          |  |
|                | Gilles Bardou                 | PS                | 17 593       | 25,53        | 33 336      | 47          |  |
|                | Élie Cros                     | PCF               | 8 891        | 12,9         |             |             |  |
|                | Louis Limouzy                 | Divers droite     | 3 236        | 4,7          |             |             |  |
|                | Jean-Claude Armengaud         | Divers écologiste | 2 495        | 3,62         |             |             |  |
|                | Maurice Amalric               | MRG               | 1 735        | 2,52         |             |             |  |
|                | Victor Reoyo                  | UDF (CDS)         | 1 536        | 2,23         |             |             |  |
|                | Bernard Giraud                | Rad               | 1 521        | 2,21         |             |             |  |
|                | Chantal Cauquil               | LO                | 983          | 1,43         |             |             |  |
|                | Bernard Magna                 | UGP               | 429          | 0,62         |             |             |  |
|                | Mohamed Bouziane              | LCR               | 375          | 0,54         |             |             |  |
|                |                               |                   |              |              |             |             |  |
| Inscrits       | Inscrits                      | Inscrits          | 80 752       | 100,00       | 80 699      | 100,00      |  |
| Abstentions    | Abstentions                   | Abstentions       | 9 982        | 12,36        | 8 315       | 10,3        |  |
| Votants        | Votants                       | Votants           | 70 770       | 87,64        | 72 384      | 89,7        |  |
| Blancs et nuls | Blancs et nuls                | Blancs et nuls    | 1 866        | 2,64         | 1 461       | 2,02        |  |
| Exprimés       | Exprimés                      | Exprimés          | 68 904       | 97,36        | 70 923      | 97,98       |  |

#### Troisième circonscription (Gaillac - Lavaur)
| Candidat       | Candidat              | Parti          | Premier tour | Premier tour | Second tour | Second tour |  |
| Candidat       | Candidat              | Parti          | Voix         | %            | Voix        | %           |  |
| -------------- | --------------------- | -------------- | ------------ | ------------ | ----------- | ----------- |  |
|                | Charles Pistre élu    | PS             | 18 004       | 28,6         | 33 820      | 51,82       |  |
|                | Albert Mamy           | UDF (PR)       | 17 226       | 27,36        | 31 448      | 48,18       |  |
|                | Raymond Dalle         | RPR            | 9 934        | 15,78        | Retrait     | Retrait     |  |
|                | Raymond Durand        | PCF            | 9 354        | 14,86        | Retrait     | Retrait     |  |
|                | Jacques Esparbié      | MRG            | 5 447        | 8,65         |             |             |  |
|                | François de Chanterac | PSU (FA)       | 1 355        | 2,15         |             |             |  |
|                | Claude Segers         | LO             | 1 120        | 1,78         |             |             |  |
|                | René Ferret           | Divers droite  | 513          | 0,81         |             |             |  |
|                |                       |                |              |              |             |             |  |
| Inscrits       | Inscrits              | Inscrits       | 74 629       | 100,00       | 74 607      | 100,00      |  |
| Abstentions    | Abstentions           | Abstentions    | 9 652        | 12,93        | 7 784       | 10,43       |  |
| Votants        | Votants               | Votants        | 64 977       | 87,07        | 66 823      | 89,57       |  |
| Blancs et nuls | Blancs et nuls        | Blancs et nuls | 2 024        | 3,11         | 1 555       | 2,33        |  |
| Exprimés       | Exprimés              | Exprimés       | 62 953       | 96,89        | 65 268      | 97,67       |  |